# Chora (Samos)
Die Kleinstadt Chora (griechisch Χώρα (f. sg.)) liegt im Südosten der griechischen Insel Samos. Zusammen mit der Küstensiedlung Potokaki bildet Chora den Stadtbezirk (Δημοτική Κοινότητα) im Gemeindebezirk Pythagorio. Die ehemalige Inselhauptstadt ist heute nach Einwohnerzahl fünftgrößter Ort der Insel.

## Lage
Chora liegt im Nordosten der Ebene von Chora (Κάμπος Χώρας Kambos Choras) am Talausgang des Kalathi (Καλάθι). Das Ortszentrum liegt nordwestlich der Abzweigung der Landstraße Vathy-Chora (Επαρχιακή Οδός Βαθιού-Χώρας) von der Landstraße Vathy-Karlovasi (Επαρχιακή Οδός Βαθιού-Καρλοωάσου).
Die nächstgelegenen Orte sind Mytilinii 2,5 Kilometer nördlich und Pythagorio etwa 3,5 Kilometer südöstlich. Die Küstensiedlung Potokaki liegt in Flughafennähe etwa 2,3 Kilometer südöstlich. Die Stadt Samos liegt etwa 8 Kilometer nordöstlich.
Das Gebiet des Stadtbezirks Chora grenzt im Süden an die Bucht von Tigani (Όρμος Τηγάνι). Benachbarte Stadtbezirke und Ortsgemeinschaften sind Pythagorio im Südosten, Mytilinii und Mavratzei im Norden, Myli im Westen und Pagondas im Südwesten.

## Geschichte
Samos war nach mehreren Piratenüberfällen und Plünderungen ein Jahrhundert unbesiedelt. Ab 1572 begann eine Wiederbesiedelung. Die meisten der Neugründungen lagen auf alten Siedlungen aus byzantinischer Zeit; keine dieser Siedlungen lag an der Küste.
Drei zeitgenössische Überlieferungen vom Ende des 17. Jahrhunderts berichten übereinstimmend von Chora als größtem der 16 bis 20 Dörfer auf Samos. Die Lage landeinwärts des antiken Hafens am Fuß einer Hügelkette war bei der Standortwahl ein Schlüsselelement. Vom Meer aus nicht sichtbar konnte man von den nahe gelegenen Bergen nordwestlich von Chora den Hafen von Tigani und das umliegende Seegebiet beobachten.
In der zweiten Ausgabe des Seefahrerbuchs Kitab-ı Bahriye von Piri Reis aus dem Jahr 1525 lässt die gewählte Darstellung auf die administrative Bedeutung von kale-i Susam cezire-i mezkur gegenüber den anderen Dörfern schließen. Die erstmalige schriftliche Erwähnung 1633 als Sisam in einem osmanischen Kopfsteuer-Register listete 215 Familien auf. Die älteste überlieferte griechische Bezeichnung Megali Chora (Μεγάλη Χώρα ‚Große Stadt‘) von Iosif Georgirinis aus dem Jahr 1677 wird auch auf Peter Schenks Karte Insula Samos von 1700 verwendet. Nach Georgirinis hatten der Erzbischof, der Qādī und der Agha ihren Sitz in Megali Chora. Auch die wenigen türkischen Vollzugsbeamten mit ihren Familien lebten im Ort. Im Jahr 1702 berichtete Tournefort, dass Cora seit einem Überfall der Venezianer unter Francesco Morosini aus 600 überwiegend verlassenen Häusern bestand.
Nach der Griechischen Revolution 1828 verlor Chora aufgrund seiner ungünstigen Lage die administrative Bedeutung gegenüber der neuen provisorischen Inselhauptstadt am Golf von Vathy. Während der Regentschaft Alexandros Kallimachis’ wurde Chora ab 1850 nochmals Hauptstadt. Sein Nachfolger Ion Ghikas verlegte 1854 den Regierungssitz und seine Residenz endgültig nach Limin Vatheos. Die Stadt blieb Sitz eines Distrikts mit 9722 Einwohnern, der in sieben Gemeinden untergliedert war.
Samos kam 1913 im Frieden von Bukarest an das Königreich Griechenland. 1918 wurde die Insel administrativ untergliedert. Chora bildete die gleichnamige Landgemeinde (Κοινότητα Χώρας Kinotita Choras). 1961 wurde der Küstenort Potokaki eingemeindet. Durch die Fusion von elf Landgemeinden zur neu gegründeten Stadtgemeinde Pythagorio (Δήμος Πυθαγορείου) im Rahmen der Gemeindereform 1997 verlor Chora endgültig seine administrative Bedeutung. Mit wenigen Ausnahmen war die neue Gemeindegliederung an die des ehemaligen Fürstentums angelehnt.
Seit der Verwaltungsreform 2010 hat Chora den Status eines Stadtbezirks (Δημοτική Κοινότητα Dimotiki Kinotita) im Gemeindebezirk Pythagorio der Gemeinde Samos.
Einwohnerentwicklung von Chora
| Jahr     | 1666 | 1828 | 1864 | 1913 | 1920 | 1928 | 1940 | 1951 | 1961 | 1971 | 1981 | 1991 | 2001 | 2011 |
| -------- | ---- | ---- | ---- | ---- | ---- | ---- | ---- | ---- | ---- | ---- | ---- | ---- | ---- | ---- |
| Chora    | 2600 | 1300 | 1398 | 1990 | 1895 | 2079 | 1962 | 1678 | 1271 | 1093 | 1100 | 1316 | 1448 | 1218 |
| Potokaki |      |      |      |      |      |      |      |      | 0062 | 0019 | 0018 | 0033 | 0049 | 0122 |
| Gesamt   | 2600 | 1300 | 1398 | 1990 | 1895 | 2079 | 1962 | 1678 | 1333 | 1112 | 1118 | 1349 | 1497 | 1340 |